# 国家宫 (巴塞罗那)

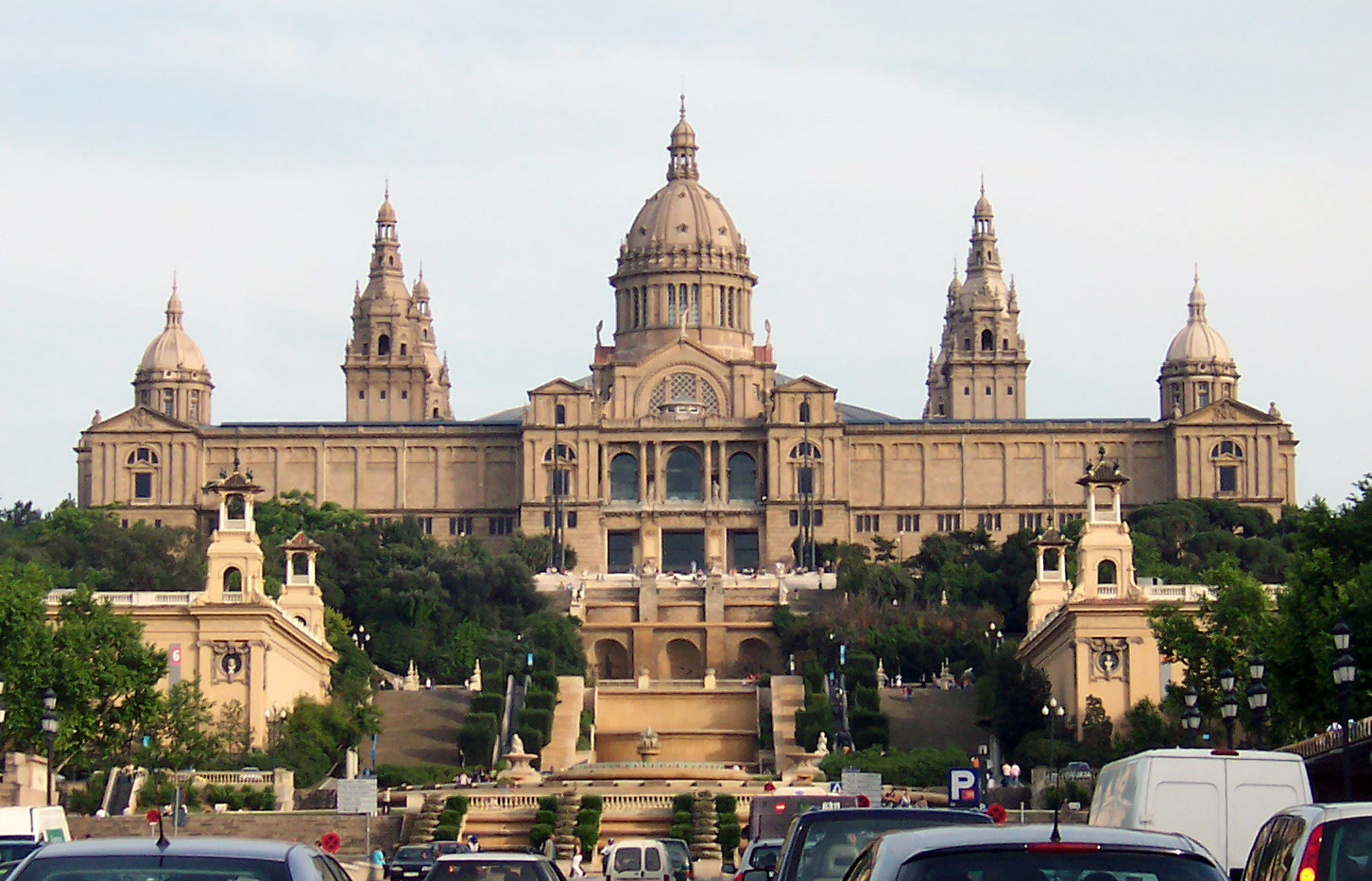
从玛利亚·克里斯蒂娜大道看到的国家宫

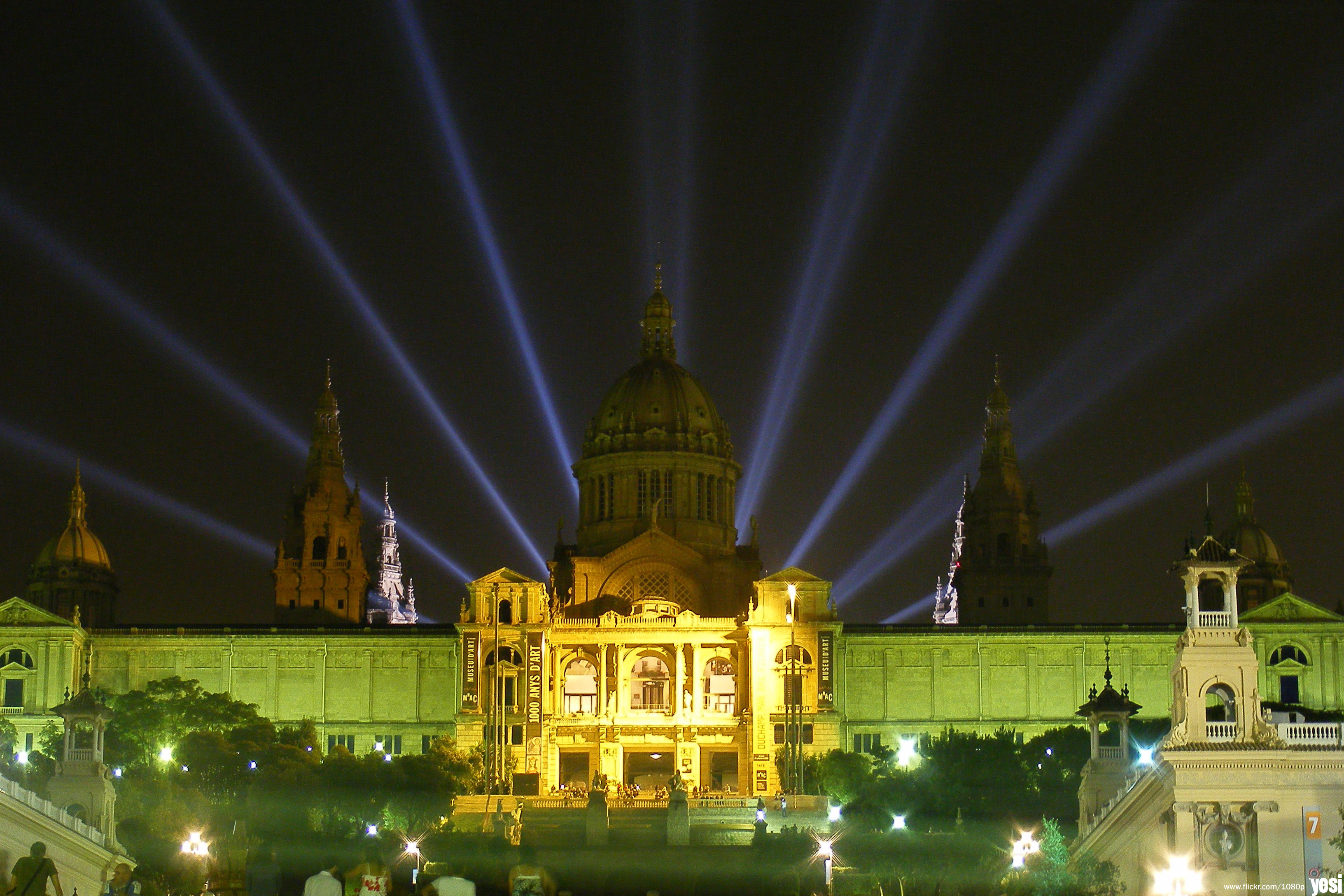
夜晚灯光下的国家宫

国家宫（西班牙語：Palacio Nacional）坐落于巴塞罗那蒙锥克山，是1926年到1929年间专门为1929年巴塞罗那举办的世界博览会建造的展览馆，并于1934年正式成为加泰罗尼亚国家艺术博物馆馆舍。
国家宫是世博会的主体建筑，最初否决了何塞普·普格·伊·卡达法尔齐与纪耶姆·布斯克茨的设计提案，并最终由贝利·多梅内克·伊·鲁拉监督，建筑师尤金尼奥·森多亚和安瑞科·卡塔主持设计建造，建筑面积达到32000平方米。它的设计灵感来自于西班牙文艺复兴时期的古典风格，由一个矩形主楼体，外加两个侧楼体和一个后楼体，与后楼体相配的是位于中部的椭圆形穹隆屋顶。石阶上的瀑布和喷泉是卡尔雷斯·布伊卡的杰作，并在此安放了九个大型射灯，尽管只打开了几个光线强烈的，但是每晚人们都能看到投射到天空中城市的名字。展览的开幕式在椭圆大厅举办，并由国王阿方索十三世与王后维多利亚·尤金妮亚亲自主持。
在国家宫举办了一个题为“西班牙艺术”的展览，展品包括超过五千件来自于西班牙各地的艺术品。国家宫的内部装饰秉承着14一代的艺术风格并有多个艺术家共同参与设计，比如
雕塑家安瑞科·卡萨纽瓦，何塞普·都恩亚驰，费德里克·马雷斯和何塞普·黎芒娜，画家弗朗西斯科·德阿西斯加利，何塞普·德多戈雷斯，马努埃尔·胡姆贝特，何塞普·奥比奥尔斯，乔治·克鲁姆和弗朗西斯科·拉巴塔。
1996年到2004年间由奥古斯多·达尔玛乌·卡姆，盖·奥伦蒂，安瑞科·斯德戈曼，何塞普·贝内蒂托和奥古斯丁·奥比奥尔负责扩展国家宫内部的建筑结构，以便创造更大的空间来展示保存全部的收藏品。

## 初始计划

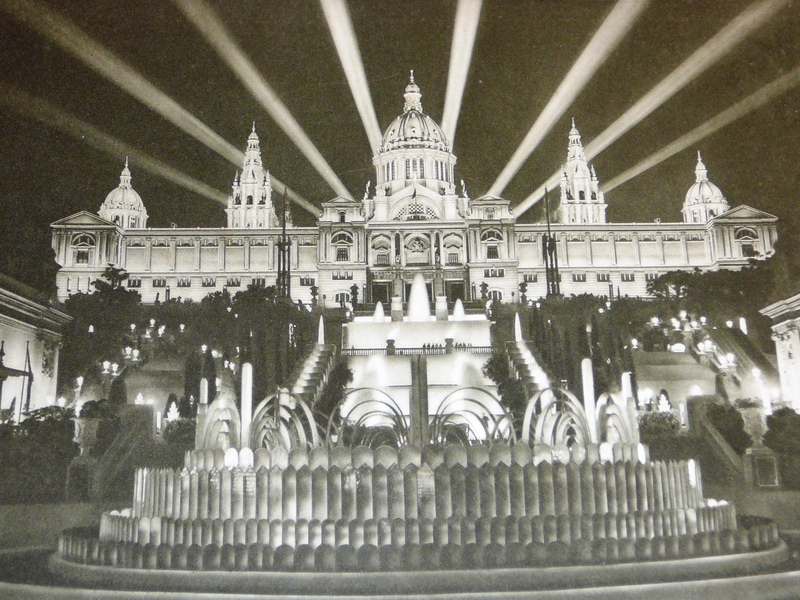
1929年的国家宫（1929年国家宫举行落成典礼）

在1929年的巴塞罗那世界博览会之前，为了让蒙特惠奇山地区实现城市化，蒙特惠奇山经历了一次巨大的改造。从十九世纪中叶开始，就陆续有人提交了公共设施的安装计划，但是山上只普遍的采用了喷泉的建设方案，由于为数众多的小型私人住宅以及采石场的存在，使得山上缺少一个能供游客愉悦的游览的道路。但是1894年伊德丰索·塞尔达的提案以及何塞普·阿马格斯的提案，都提到将蒙特惠奇山转变成一片住宅区，之后1905年莱昂·加乌斯塞利提出的联结方案，也表达了同样的观点。
在蒙特惠奇山上举办展览的另一个想法源自于1909年，当时马努埃尔·维加·伊玛尔驰提议，这片土地的突出点应该是这样的，一个伟大的艺术殿堂，有关我们学术最全面，最奇异的总结与概括。最后，在1913年决定在蒙特惠奇山上举办电器工业展览会，计划中此次展览有巴塞罗那政府和工业部一力促成。
最初的想法是由建筑师何塞普·普格·伊·卡达法尔齐于1915年提出的，计划的基础就是建造一条中央大街，在街的末尾是一个巨大的带有穹隆棚顶的矩形宫殿，在穹顶的顶端会有一个带着翅膀的“维多利亚”里的雕塑形象，并环绕着八个塔。在1920年，这个建筑师设计了一个名为古艺术宫的详细计划，继而被命名为万国宫，为了建造这个穹顶，准备结合穹顶的测量结构使用混凝土工程系统，建筑最终应于1923年10月开工，但是由于1923年9月米盖尔·普里莫·德·里维拉将军掌权，直接导致了普格·伊·卡达法尔齐辞去了他加泰罗尼亚联合体主席以及展览会计划负责人的职务。
普格·伊·卡达法尔齐的离去，应该归咎于政治原因，但是也不乏有经济原因在其中。在一个叫做“展览会预算进展”的文件中，我们可以读到：
假设委员会解决了万国宫的建造问题，以减少原计划支出降低到一半的形式来放弃原计划，并实施了一个新预算的简单结算。
预算中，宫殿估价是808万比塞塔。新的组织委员会为避免普格·伊·卡达法尔齐继续所给出的理由是，由于将工程建筑公司与建筑投资方的合同转让给了一家新的建筑公司，从而违反了之前签订通过的条款，因此委员会决定中断并延期宫殿的建设。

## 1924年的竞赛
1924年7月18日，由组织成员工程师玛利亚·卢比奥·伊贝伊贝尔和律师J.M.阿尔米拉尔·卡尔波共同发起的项目设计竞赛，所有的西班牙建筑师都可以参与到其中，并以个人或者建筑公司推荐的形式提交自己的设计方案，最后一个被选择的作品将会是竞赛的获胜作品。在全部参与竞赛的74部作品中，我们找到了7号作品，里面写着:
展览期间过后，建筑将会被用来（…）一些展览（…）需要一个规模宏大的建筑。建筑中的一些次级大厅可以用来构造一个长期展览的博物馆。
候选的设计方案一共有10部，考虑到超出了竞赛范围，荷西·玛利亚·马拉丁的设计被排除在了候选之外，所以在1925年的1月，选择并向公众公布了9个设计方案：
1. 贝纳特·基塔尔特·伊德鲁伊斯-这个建筑师以古建筑为设计标题，在设计方案中提出铁质结构加上伊斯兰风格的建筑外观。
2. 胡安·布鲁赫拉·德罗亨特-马德里建筑师，提出了一个完全的新古典主义的设计方案，由一个科林斯柱廊组成的主立面加上一个直径65米的大型穹顶。
3. 萨尔瓦多·索德拉斯·伊塔贝尔内尔-在他所提交的设计方案中，宫殿的一层从西班牙广场是看不到的，已经被降低到最小程度，有一个穹顶以及两个高塔的设计。由于建筑师卒于1925年春天，死后被追授此次设计竞赛的二等奖。
4. 德拉菲尔·贝尔加铭，路易斯·布朗戈·索勒和里卡多·加利西亚·格雷塔-这三位建筑师隶属于马德里建筑学院，他们的设计是所有设计中与原始设计差别最大的，古典主义风格以柱廊和三角墙组成的主立面，也是唯一一个既没有穹顶也没有塔楼的方案，同时增添了一个由雕刻家维克多里奥·马秋负责雕刻装饰的建筑物后面。
5. 爱德华多·费尔南德斯·迪亚兹-这个建筑师的设计方案取材于新古典主义风格，在主体建筑上加一个中央穹顶